# Грундсхајм
Грундсхајм (њем. Grundsheim) општина је у њемачкој савезној држави Баден-Виртемберг. Једно је од 55 општинских средишта округа Алб-Донау-Крајс. Према процјени из 2010. у општини је живјело 200 становника. Посједује регионалну шифру (AGS) 8425052.

## Географски и демографски подаци
Грундсхајм се налази у савезној држави Баден-Виртемберг у округу Алб-Донау-Крајс. Општина се налази на надморској висини од 532 метра. Површина општине износи 3,7 km². У самом мјесту је, према процјени из 2010. године, живјело 200 становника. Просјечна густина становништва износи 54 становника/km².